# Alkanna punctulata
Alkanna punctulata är en strävbladig växtart som beskrevs av Hub.-mor. Alkanna punctulata ingår i släktet Alkanna och familjen strävbladiga växter. Inga underarter finns listade i Catalogue of Life.